# سین جون-سیک
سین جون-سیک (متولد ۱۳ ژانویه ۱۹۸۰) تکواندوکار کره جنوبی و مدال آور المپیک است. وی در المپیک تابستانی ۲۰۰۰ در سیدنی به رقابت پرداخت، و در رقابت سبک‌وزن مدال نقره گرفت.